# Eusebio Valldeperas
Eusebio Valldeperas Merich (Barcelona, 1827 - Madrid, 1900) fue un pintor romántico español. 

## Biografía
Inició su formación artística en la escuela de dibujo de Barcelona y la continuó como discípulo de Antonio Esplugas en la misma ciudad. Posteriormente se trasladó a Madrid donde recibió clases en la Escuela de San Fernando, contando entre sus maestros a Federico Madrazo y Carlos Luis Ribera. Más tarde viajó por diferentes países de Europa, como Alemania, Italia y Bélgica donde completó su formación.

## Obra

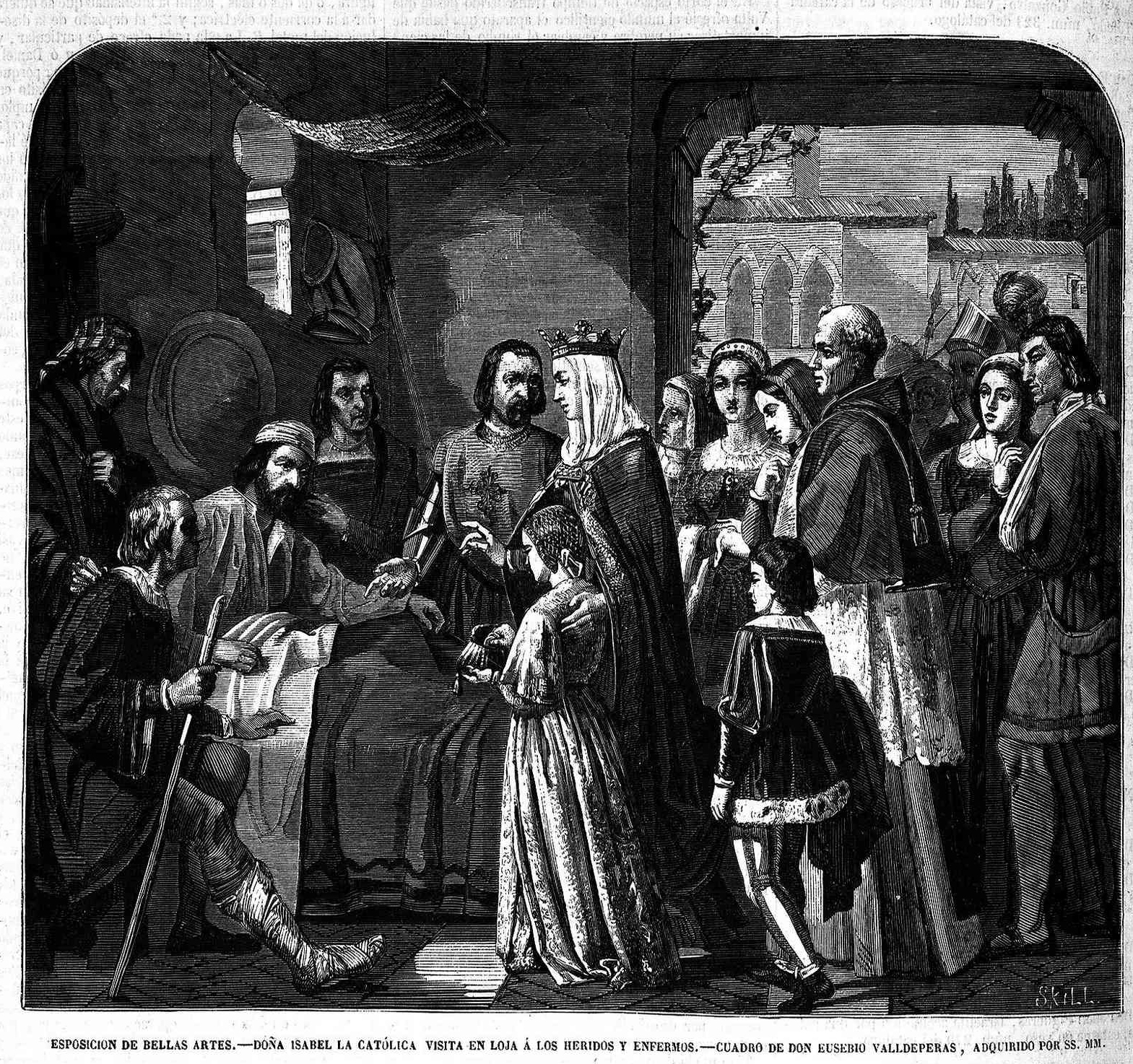
Doña Isabel la Católica visita en Loja a los heridos y enfermos, cuadro de Valldeperas, grabado de Edward Skill, publicado en 1860 en El Museo Universal.

Se dedicó principalmente a la pintura de tema histórico y el retrato. Presentó con regularidad obras a las Exposiciones Nacionales de Bellas Artes, en las que obtuvo tercera medalla los años 1858, 1864 y 1867. En la Exposición de 1860 presentó el cuadro Isabel la Católica visitando a los heridos de Loja, que la reina Isabel II compró por 30.000 reales. Su lienzo La casta Susana sorprendida en el baño se encuentra en el Museo del Prado de Madrid y en el Alcázar de Sevilla puede contemplarse La toma de Loja por Fernando el Católico.